# Franz Hervay von Kirchberg
Franz Hervay Edler von Kirchberg (* 26. Juli 1870 in Stübing bei Graz; † 24. Juni 1904 in Mürzzuschlag, Steiermark) war der erste Bezirkshauptmann von Mürzzuschlag.

## Leben
Seine Eltern waren der Rittmeister Franz und Henriette Hervay von Kirchberg.
Franz Hervay Edler von Kirchberg war Jurist, Verwaltungsbeamter und ab 1. Jänner 1903 der erste Bezirkshauptmann von Mürzzuschlag.

## Die Errichtung der Bezirkshauptmannschaft Mürzzuschlag
So wie heute wurde das Gebiet des ehemaligen Bezirkes Mürzzuschlag ab 1868 von der Bezirkshauptmannschaft Bruck an der Mur betreut. In der damaligen Zeit gab es allerdings keine Zweigstelle in Mürzzuschlag. Darum war es für die Bewohner vom Mürzer Oberland sehr beschwerlich ihre Amtsvorsprachen zu erledigen, denn die Reise nach Bruck bedeutete oft einen Zeitaufwand von zwei bis drei Tagen.
Mit kaiserlicher Entschließung vom 14. November 1902 wurde die Errichtung der k. u. k. Bezirkshauptmannschaft in Mürzzuschlag per 1. Jänner 1903 genehmigt. Es war in dieser Angelegenheit sicher von Vorteil, dass damals viele prominente Gäste als Wintersportler und zur Sommerfrische in Mürzzuschlag verweilten. Außerdem besuchte Kaiser Franz Joseph I. mit seiner Familie sehr oft das Jagdschloss in Mürzsteg, welches heutzutage dem österreichischen Bundespräsidenten zur Verfügung steht. Das Personal der damaligen Bezirkshauptmannschaften bestand aus jeweils vier qualifizierten Beamten, einigen Hilfskräften, dem Bezirksarzt, dem Bezirkstierarzt, dem Bezirksschulrat und dem Straßenpersonal. Der an der Spitze stehende Bezirkshauptmann musste in allen amtlichen Angelegenheiten eine Uniform aus grünem Tuch, weiße Wäsche und Handschuhe tragen. Allerdings konnte der Säbel beim Bürodienst abgelegt werden. Vorschrift war es auch, dass militärisch gegrüßt wurde.

## Tod
Am 24. Juni 1904 erschoss sich Franz Hervay Edler von Kirchberg in seiner Mürzzuschlager Wohnung. Den Freitod wählte er möglicherweise aus Enttäuschung über seine Ehe mit einer Hochstaplerin. Die „Baronin Tamara von Lützow“ (1860 in Posen – nach 1929) war nicht – wie vorgegeben – die Tochter eines russischen Großfürsten, sondern eine Tochter des jüdischen Zauberkünstlers und Magiers Samuel Bellachini. Außerdem heiratete sie den Bezirkshauptmann am 9. August 1903, obwohl die letzte ihrer vier vorangegangenen Ehen noch nicht geschieden war.

### Fiktive Bearbeitungen
- Hermann Bahr: Drut. Berlin: S. Fischer 1909

- Franz Preitler: Die schwarze Baronin, ISBN 978-3-7011-7958-9
- Franz Preitler: Mord in der Waldheimat, ISBN 978-3-8392-0177-0